# 90-я стрелковая дивизия
90-я стрелковая дивизия (90 сд) — формирование (стрелковая дивизия, соединение) Красной Армии СССР.

## История
Сформирована в сентябре 1936 года, как 90-я стрелковая дивизия Карельского укрепрайона в Осельках (штаб дивизии и 96-й артиллерийский полк), Гарболово (19-й стрелковый полк), Куйвози (173-й стрелковый полк) и Лемболово (286-й стрелковый полк).
С 30-го ноября 1939 по 13-е марта 1940 принимала участие в Зимней войне в составе 50-го (до конца декабря, командир — комдив Горленко Ф. Д.) и 19-го (командир — комдив Стариков Ф. Н.) стрелковых корпусов 7-й армии.
По окончании войны дивизия вернулась в места постоянной дислокации. 8-го июня дивизия совершила марш в Ленинград, а затем автотранспортом была переброшена через Кингисепп и Псков в район 15 километров западнее последнего. С 17-го по 23-е июня 1940 года соединение в составе 19-го стрелкового корпуса 8-й армии участвовало в присоединении Эстонии к СССР. Дивизия дошла до Пярну, затем несколько её подразделений были переброшены на острова Эзель и Даго.
До 1-го мая 1941 года дислоцировалась в Вильянди (штаб дивизии, спецподразделения и 149-й гаубичный артиллерийский полк), Тарту (19-й стрелковый полк), Пярну (173-й стрелковый полк), Валге (286-й стрелковый полк) и Валке (96-й лёгкий артиллерийский полк). Входила в состав 65-го стрелкового корпуса.
В действующей армии в период Великой Отечественной войны с 22 июня 1941 года по 30 сентября 1944 года и 16 октября 1944 года по 9 мая 1945 года

### 1941
Приграничное сражение в Литве и Латвии (1941)
С 1-го и по 20-е числа мая 1941 года дивизия по железной дороге была переброшена в Литву на станцию Таураге. По приказу штаба округа от 18 июня 1941 года заняла оборону на границе с Германией от Швекшны до стыка со 125-й стрелковой дивизией протяжённостью 30 километров. Штаб дивизии находился в лесу в 5 километрах северо-восточнее Шилале.
С севера на юг оборону занимали 286-й и 173-й стрелковые полки, 19-й стрелковый полк был в резерве.
Ранним утром 22.06.1941 года вражеские войска перешли в наступление. Против дивизии на самом крайней правом фланге действовали отвлекающие штурмовые отряды 207-й охранной дивизии (забегая вперёд, надо сказать что в 1944 году в Прибалтике 90-я стрелковая дивизия разгромит её штаб), непосредственно перед дивизией действовал 1-й армейский корпус. Главный же удар был нанесён моторизованными соединениями вермахта (41-й моторизованный корпус) по левому флангу дивизии, на её стыке со 125-й стрелковой дивизией — это, в общем-то, и был главный удар группы армий «Север». Удар пришёлся по 173-му стрелковому полку, к 11 утра прорвал его позиции, часть сил полка и его штаб попали в окружение, но силами подошедшего 19-го стрелкового полка, окружение было прорвано и советские войска даже сумели захватить некоторые трофеи. Затем дивизия вела упорные бои за Шилале, который несколько раз переходил из рук в руки. 23.06.1941 года дивизия была вынуждена начать отход в Лаукуву. 24.06.1941 во время контрудара потрёпанная дивизия вместе с частью сил 23-й танковой дивизии сдерживала наступление пехоты и танков противника у Лаукувы. В ходе первых боёв дивизия была рассеяна и к 04.07.1941 дивизии фактически не существовало. Командир дивизии полковник Михаил Иванович Голубев и заместитель командира дивизии по политчасти бригадный комиссар Г. Д. Фролов погибли.
Из донесения начальника управления политпропаганды Северо-Западного фронта бригадного комиссара Рябчего от 04.07.1941:

 «… 90 сд — остатки частей дивизии противником рассеяны. Шта[ба] див[изии] нет. Дивизия организационно не существует и формируется вновь.»

По-видимому, документы и знамя дивизии сохранились, и были переправлены на север через Даугаву в Эстонию, поскольку иначе её нахождение в боевом составе на 10.07.1941 года в 10-м стрелковом корпусе объяснить нельзя. На этом участие дивизии в приграничном сражении закончилось: она фактически заново с середины июля 1941 года формируется в Кингисеппе в районе Кондратово, Сошихино, Секирина.
20 августа 1941 года на укомплектование 90 сд был обращён 17-й отдельный дисциплинарный батальон.

### 1941—1942
Оборона Ленинграда
С 25.08.1941 по 09.09.1941 дивизией командовал Абрамов Иван Фёдорович, полковник
Дарьин Алексей Андреевич (10.09.1941 по 11.09.1941), полковник
Королёв Александр Игнатьевич(12.09.1941 по 08.11.1942), полковник

### 1943
Операция «Искра»
Дивизией командовал Проскурин Николай Никитич (09.11.1942 по 28.05.1943), полковник
Мгинская наступательная операция
Дивизией командовал Лященко Николай Григорьевич (29.05.1943 по 09.05.1945), полковник, с 03.06.1944 генерал-майор

### 1944
Красносельско-Ропшинская наступательная операция (1944)
14 января 1944 года, с началом операции прорывает оборону противника у деревни Зрекино (19 километров юго-западнее города Ораниенбаум). 19 января 1944 года приняла участие в освобождении посёлка Ропша.
Кингисеппско-Гдовская фронтовая наступательная операция (1944)
Псковская наступательная операция (1944)
12 февраля 1944 года подразделения дивизии полковника форсировали пролив между Псковским озером и Чудским озером по льду и заняли остров Пийрисаар, находящийся у эстонского берега. 14 февраля 1944 года дивизию на острове сменила 128-я стрелковая дивизия, 90-я дивизия была отведена в резерв.
На 17 марта 1944 года ведёт бои за деревню Мологово, северо-западнее Пскова
Выборгская фронтовая наступательная операция (1944)
14 июня 1944 года прорывает оборону северо-западнее посёлка Ушково, (Ленинградская область) форсировала реку Райволан-Йоки. 17 июня 1944 года прорывает оборону у населённого пункта Мерисилата (20 километров юго-восточнее города Койвисто). 20 июня 1944 года дивизия приняла участие в освобождении Выборга, и продолжила наступление, 27 июня 1944 года частью сил освободила Уурас (Высоцк), на 4 июля 1944 года ведёт бои за населённый пункт Харьюла (Карелия).
Тартуская фронтовая наступательная операция (1944)
Основные силы дивизии на 17 сентября 1944 года вели бои в районе севернее Тарту, 20 сентября 1944 года приняла участие в освобождении города Йыгева, 23 сентября 1944 года приняла участие в освобождении города Пярну, Подвижный отряд дивизии действовал в Латвии, и 25 сентября 1944 года принял участие в освобождении города Айнажи.

### 1945
Млавско-Эльбингская фронтовая наступательная операция (1945)
С 3 по 8 января 1945 года дивизия совершила марш на рожанский плацдарм. С 11 января 1945 года части дивизии начали смену на плацдарме частей 137-й стрелковой дивизии. К началу наступления дивизия имела в своём составе 7057 человек.
С начала операции (14 января 1945) наступает с Рожанского плацдарма, прорывает оборону противника у населённого пункта Дзержаново, действуя на главном направлении удара корпуса.
Дивизии были приданы: 46-й отдельный гвардейский танковый полк прорыва, 93-й отдельный гвардейский танковый полк, 95-й отдельный гвардейский танковый полк, 255-й миномётный полк и 258-й миномётный полка (из состава 28-й миномётной бригады), 941-м артиллерийским полком 372-й стрелковой дивизии из второго эшелона корпуса, 248-м артиллерийским полком 86-й стрелковой дивизии (из состава второго эшелона армии) и двумя ротами 14-го штурмового инженерно-сапёрного батальона.
В наступлении дивизию поддерживали: 96-я тяжёлая гаубичная артиллерийская бригада, 81-я пушечная артиллерийская бригада, 3-й и 4-й дивизионы 21-й гаубичной артиллерийской бригады большой мощности, 7-я гвардейская миномётная бригада реактивной артиллерии, два дивизиона 43-го гвардейского миномётного полка, 760-й истребительно-противотанковый артиллерийский полк из резерва корпуса, миномётные подразделения частей 372-й стрелковой дивизии и 86-й стрелковой дивизии и на период артиллерийской подготовки — полковая артиллерия и истребительно-противотанковые дивизионы 372-й и 86-й стрелковых дивизий.
Правее наступала 399-я стрелковая дивизия, левее 46-я стрелковая дивизия.
Дивизии противостояла 7-я пехотная дивизия 23-го армейского корпуса, усиленная 80-м строительным батальоном, 63-м артиллерийским полком и дивизионом 57-го тяжёлого миномётного полка резерва ОКХ.
За первый день наступления дивизия вклинилась в оборону противника на глубину до 4-4,5 километра, к исходу второго дня наступления — на 8 километров, что позволило ввести в прорыв 8-й танковый корпус
15 января 1945 года ведёт бои у города Чарностув, 17 января 1945 вошла в Цеханув и там закрепилась. В ходе операции дивизия по её отчётам разгромила главные силы 7-й пехотной дивизии, уничтожила из её состава более 1600 солдат и офицеров и 116 солдат и офицеров захватила в плен. Кроме того, частями дивизии было захвачено 6 танков, 48 орудий, 58 миномётов, 330 винтовок и автоматов, 72 пулемёта, а также большое количество боеприпасов, снаряжения и другого имущества.
Хойнице-Кезлинская фронтовая наступательная операция (1945)
Данцигская фронтовая наступательная операция (1945)
На 11 марта 1945 года ведёт бои под городом Диршау (ныне Тчеч).
30 марта 1945 года приняла участие в освобождении города Данциг.
Штеттинско-Ростокинская фронтовая наступательная операция (1945)

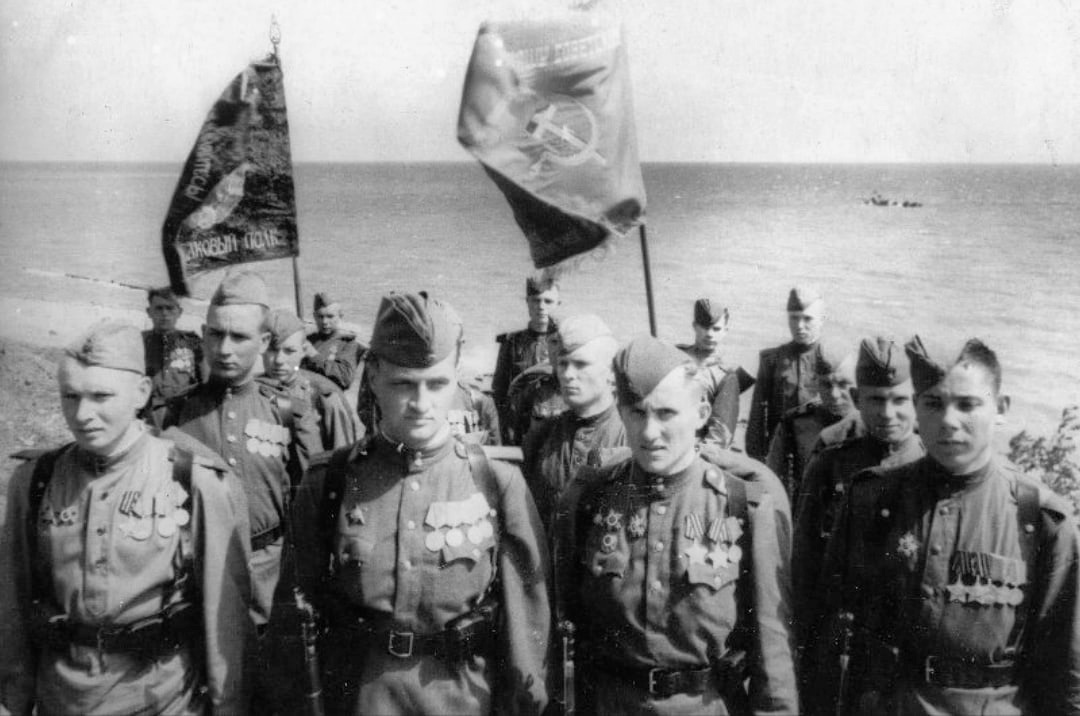
Солдаты 90-й дивизии на берегу Балтийского моря, 4 июня 1945 г.

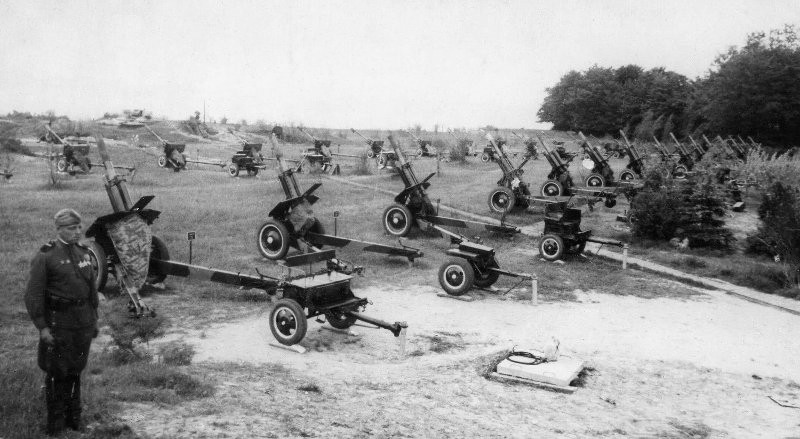
Артиллерийский парк 90-й стрелковой дивизии, 4 июня 1945 г.

28 апреля 1945 года частью сил приняла участие в освобождении городов Торгелов и Эггезин, 29 апреля 1945 года частью сил приняла участие в освобождении города Анклам, 30 апреля 1945 года без боя (путём переговоров) взяла Грейфсвальд, 1 мая 1945 года частью сил взяла Штральзунд
Расформирована в 1946 году.

## Полное название
90-я стрелковая Ропшинская Краснознамённая ордена Суворова дивизия

## Подчинение
| Дата            | Фронт (округ)         | Армия                         | Корпус                  | Примечания |
| --------------- | --------------------- | ----------------------------- | ----------------------- | ---------- |
| 22.06.1941 года | Северо-Западный фронт | 8-я армия                     | 10-й стрелковый корпус  | —          |
| 01.07.1941 года | Северо-Западный фронт | 11-я армия                    | —                       | —          |
| 10.07.1941 года | Северо-Западный фронт | 8-я армия                     | 10-й стрелковый корпус  | —          |
| 01.08.1941 года | Северный фронт        | Кингисеппский участок обороны | —                       | —          |
| 01.09.1941 года | Ленинградский фронт   | 55-я армия                    | —                       | —          |
| 01.10.1941 года | Ленинградский фронт   | 55-я армия                    | —                       | —          |
| 01.11.1941 года | Ленинградский фронт   | 55-я армия                    | —                       | —          |
| 01.12.1941 года | Ленинградский фронт   | 55-я армия                    | —                       | —          |
| 01.01.1942 года | Ленинградский фронт   | 55-я армия                    | —                       | —          |
| 01.02.1942 года | Ленинградский фронт   | 55-я армия                    | —                       | —          |
| 01.03.1942 года | Ленинградский фронт   | 55-я армия                    | —                       | —          |
| 01.04.1942 года | Ленинградский фронт   | 55-я армия                    | —                       | —          |
| 01.05.1942 года | Ленинградский фронт   | 55-я армия                    | —                       | —          |
| 01.06.1942 года | Ленинградский фронт   | 55-я армия                    | —                       | —          |
| 01.07.1942 года | Ленинградский фронт   | 55-я армия                    | —                       | —          |
| 01.08.1942 года | Ленинградский фронт   | 55-я армия                    | —                       | —          |
| 01.09.1942 года | Ленинградский фронт   | 55-я армия                    | —                       | —          |
| 01.10.1942 года | Ленинградский фронт   | 55-я армия                    | —                       | —          |
| 01.11.1942 года | Ленинградский фронт   | 55-я армия                    | —                       | —          |
| 01.12.1942 года | Ленинградский фронт   | 55-я армия                    | —                       | —          |
| 01.01.1943 года | Ленинградский фронт   | 55-я армия                    | —                       | —          |
| 01.02.1943 года | Ленинградский фронт   | 67-я армия                    | —                       | —          |
| 01.03.1943 года | Ленинградский фронт   | 67-я армия                    | —                       | —          |
| 01.04.1943 года | Ленинградский фронт   | 67-я армия                    | —                       | —          |
| 01.05.1943 года | Ленинградский фронт   | 2-я ударная армия             | —                       | —          |
| 01.06.1943 года | Ленинградский фронт   | —                             | —                       | —          |
| 01.07.1943 года | Ленинградский фронт   | 67-я армия                    | —                       | —          |
| 01.08.1943 года | Ленинградский фронт   | 67-я армия                    | —                       | —          |
| 01.09.1943 года | Ленинградский фронт   | 67-я армия                    | —                       | —          |
| 01.10.1943 года | Ленинградский фронт   | —                             | —                       | —          |
| 01.11.1943 года | Ленинградский фронт   | 2-я ударная армия             | —                       | —          |
| 01.12.1943 года | Ленинградский фронт   | 2-я ударная армия             | 43-й стрелковый корпус  | —          |
| 01.01.1944 года | Ленинградский фронт   | 2-я ударная армия             | 43-й стрелковый корпус  | —          |
| 01.02.1944 года | Ленинградский фронт   | 42-я армия                    | 108-й стрелковый корпус | —          |
| 01.03.1944 года | Ленинградский фронт   | 42-я армия                    | 108-й стрелковый корпус | —          |
| 01.04.1944 года | Ленинградский фронт   | —                             | 108-й стрелковый корпус | —          |
| 01.05.1944 года | Ленинградский фронт   | 23-я армия                    | —                       | —          |
| 01.06.1944 года | Ленинградский фронт   | —                             | 108-й стрелковый корпус | —          |
| 01.07.1944 года | Ленинградский фронт   | 21-я армия                    | 108-й стрелковый корпус | —          |
| 01.08.1944 года | Ленинградский фронт   | 21-я армия                    | 108-й стрелковый корпус | —          |
| 01.09.1944 года | Ленинградский фронт   | 8-я армия                     | 108-й стрелковый корпус | —          |
| 01.10.1944 года | Резерв Ставки ВГК     | 2-я ударная армия             | 108-й стрелковый корпус | —          |
| 01.11.1944 года | 2-й Белорусский фронт | 2-я ударная армия             | 108-й стрелковый корпус | —          |
| 01.12.1944 года | 2-й Белорусский фронт | 2-я ударная армия             | 108-й стрелковый корпус | —          |
| 01.01.1945 года | 2-й Белорусский фронт | 2-я ударная армия             | 108-й стрелковый корпус | —          |
| 01.02.1945 года | 2-й Белорусский фронт | 2-я ударная армия             | 108-й стрелковый корпус | —          |
| 01.03.1945 года | 2-й Белорусский фронт | 2-я ударная армия             | 108-й стрелковый корпус | —          |
| 01.04.1945 года | 2-й Белорусский фронт | 2-я ударная армия             | 108-й стрелковый корпус | —          |
| 01.05.1945 года | 2-й Белорусский фронт | 2-я ударная армия             | 108-й стрелковый корпус | —          |

## Состав
- управление (штаб)
- 19-й стрелковый полк
- 173-й стрелковый полк
- 286-й стрелковый полк
- 96-й артиллерийскийполк
- 149-й гаубичный артиллерийский полк — до 05.08.1941
- 54-й отдельный танковый батальон (до 06.1941)
- 66-й отдельный истребительно-противотанковый дивизион
- 206-й отдельный зенитный дивизион
- 387-й миномётный дивизион (с 06.08.1941 по 19.10.1942)
- 44-я отдельная разведывательная рота (44-й отдельный разведывательный батальон)
- 17-й отдельный сапёрный батальон
- 69-й отдельный батальон связи
- 26-й медико-санитарный батальон
- 59-я (53-я) отдельная рота химический защиты
- 177-я (54-я) автотранспортная рота
- 168-я полевая хлебопекарня (16-й полевой автохлебозавод)
- 215-й дивизионный ветеринарный лазарет
- 111-я дивизионная артиллерийская мастерская (до 01.06.1942)
- 325-я полковая артиллерийская мастерская
- 286-я (856-я) полевая почтовая станция
- 119-я полевая касса Госбанка

Перечень № 5 Стрелковых, горнострелковых, мотострелковых и моторизованных дивизий, входивших в состав действующей армии в годы Великой Отечественной войны 1941—1945 гг. / А. П. Покровский. — М.: Министерство обороны, 1956. — 218 с.

## Командиры
- Пядышев, Константин Павлович (17 февраля 1936 — 20 марта 1937), комдив;
- Черняев, Платон Васильевич (июль 1937 — ? 1937), полковник, врио;
- Галицкий, Кузьма Никитович (ноябрь 1937 — июль 1938), комбриг;
- Щербаков, Владимир Иванович (июль 1938 — февраль 1939), полковник, врид[3];
- Зайцев, Пантелеймон Александрович (1939—1940), комбриг, генерал-майор;
- Голубев, Михаил Иванович (02.04.1941 — 06.07.1941), полковник;
- Плёнкин, Иван Иванович (07.07.1941 — 10.08.1941), полковник;
- Дарьин, Алексей Андреевич (10.08.1941 — 11.08.1941), полковник;
- Абрамов, Иван Фёдорович (25.08.1941 — 09.09.1941), полковник;
- Королёв, Александр Игнатьевич (12.09.1941 — 08.11.1942), полковник;
- Проскурин, Николай Никитич (09.11.1942 — 28.05.1943), полковник;
- Лященко, Николай Григорьевич (29.05.1943 — 00.02.1946), полковник, генерал-майор;

- Алексеенко, Василий Лаврентьевич (00.02.1946 — .08.1946), генерал-майор

## Награды и наименования
| Награда (наименование)             | Дата награждения    | Кем и за что награждена |
| ---------------------------------- | ------------------- | --- |
| Орден Красного Знамени             | 7 апреля 1940 года  | Награждена указом Президима Верховного Совета СССР от 7 апреля 1940 года за образцовое выполнение боевых заданий командования на фронте борьбы с финской белогвардейщиной и проявленные при этом доблесть и мужество |
| Почётное наименование «Ропшинская» | 21 января 1944 года | Присвоено приказом Верховного Главнокомандующего № 08 от 21 января 1944 года в ознаменование одержанной победы и отличие в боях при освобождении города Ропша                                                        |
| Орден Суворова II степени          | 22 марта 1944 года  | Награждена указом Президиума Верховного Совета СССР от 22 марта 1944 года за образцовое выполнение боевых заданий командования на фронте борьбы с немецкими захватчиками и проявленные при этом доблесть и мужество  |

Награды частей дивизии:
- 19-й стрелковый Выборгский Краснознамённый ордена Кутузова[8] полк
- 173-й стрелковый Выборгский Краснознамённый[9] ордена Суворова[10] полк
- 286-й стрелковый Выборгский Краснознамённый[8] ордена Суворова[11] полк
- 96-й артиллерийский Перновский Краснознамённый[12] ордена Суворова[11] полк
- 66-й отдельный истребительно-противотанковый ордена Александра Невского[12] дивизион
- 17-й отдельный сапёрный ордена Кутузова[13] батальон
- 69-й отдельный ордена Красной Звезды[13] батальон связи

## Отличившиеся воины дивизии
| Награда | Ф. И. О.                        | Должность                                                                 | Звание            | Дата награждения                                          | Примечания                                 |
| ------- | ------------------------------- | ------------------------------------------------------------------------- | ----------------- | --------------------------------------------------------- | ------------------------------------------ |
|         | Байкин, Алексей Романович       | командир миномётного расчёта 173-го стрелкового полка                     | старший сержант   | перенаграждён орденом Славы I степени 27 марта 1965 года. |                                            |
|         | Блохин, Виктор Алексеевич       | командир отделения 173-го стрелкового полка                               | сержант           | 21.07.1944                                                | посмертно                                  |
|         | Булаев, Алексей Николаевич      | командир отделения 286-го стрелкового полка                               | старший сержант   | 24.03.1945                                                |                                            |
|         | Буфетов, Сергей Игнатьевич      | командир дивизиона 96-го артиллерийского полка                            | капитан           | 18.11.1944                                                | посмертно                                  |
|         | Волков, Михаил Семёнович        | наводчик 45-мм орудия противотанковой батареи 286-го стрелкового полка    | сержант           | 29.06.1945                                                |                                            |
|         | Галахов, Василий Иванович       | командир отделения связи 286-го стрелкового полка                         | младший командир  | 15.01.1940                                                |                                            |
|         | Гусев, Василий Яковлевич        | наводчик 76-мм орудия 286-го стрелкового полка                            | сержант           | 24.03.1945                                                | Пропал без вести 20 февраля 1945 года.     |
|         | Иванов, Павел Иванович          | командир миномётного расчёта 19-го стрелкового полка                      | старший сержант   | 24.03.1945                                                |                                            |
|         | Ивашевский, Ксанфий Николаевич  | Командир отделения 19-го стрелкового полка                                | старший сержант   | 24.03.1945                                                |                                            |
|         | Колосков, Василий Петрович      | наводчик 76-мм пушки 173-го стрелкового полка                             | сержант           | 24.03.1945                                                |                                            |
|         | Коровин, Илья Семёнович         | командир отделения 286-го стрелкового полка                               | сержант           | 24.03.1945                                                | посмертно                                  |
|         | Левинский, Роман Сергеевич      | Командир сапёрного отделения 7-го отдельного сапёрного батальона          | старший сержант   | 24.03.1945                                                |                                            |
|         | Лященко, Николай Григорьевич    | командир дивизии                                                          | генерал-майор     | 04.10.1990                                                |                                            |
|         | Морозов Тимофей Иванович        | командир противотанковых орудия 173-го стрелкового полка                  | старший сержант   | 21.02.1944                                                |                                            |
|         | Нагорный, Иван Яковлевич        | наводчик 45-мм орудия 173-го стрелкового полка                            | младший сержант   | 29.06.1945                                                |                                            |
|         | Павлов, Василий Фёдорович       | Заместитель командира батальона 286-го стрелкового полка                  | капитан           | 21.07.1944                                                |                                            |
|         | Письменный, Владимир Васильевич | Командир батальона 588-го стрелкового полка                               | старший лейтенант | 07.04.1940                                                | посмертно                                  |
|         | Полевой, Павел Гордеевич        | командир роты 286-го стрелкового полка                                    | лейтенант         | 21.07.1944                                                |                                            |
|         | Пьянков, Василий Петрович       | Командир орудия 66-го отдельного истребительно-противотанкового дивизиона | сержант           | 29.06.1945                                                | посмертно. Погиб в бою 11 марта 1945 года. |
|         | Ребузин, Пётр Иванович          | командир пулемётного расчёта 173-го стрелкового полка                     | сержант           | 15.05.1946                                                |                                            |
|         | Скучалов, Алексей Васильевич    | командир расчёта 76-мм орудия 19-го стрелкового полка                     | старший сержант   | 24.03.1945                                                |                                            |
|         | Титов, Егор Карпович            | Санитарный инструктор 173-го стрелкового полка                            | рядовой           | 24.03.1945                                                | Погиб в бою 28 марта 1945 года.            |
|         | Хозяинов, Николай Иванович      | стрелок 19-го стрелкового полка                                           | красноармеец      | 24.03.1945                                                |                                            |
|         | Чихиркин, Иван Егорович         | командир расчёта 120-мм миномёта 286-го стрелкового полка                 | старший сержант   | перенаграждён орденом Славы I степени 18 мая 1971 года.   |                                            |
|         | Шарипов, Нуман Садуллаевич      | командир пулемётного расчёта 173-го стрелкового полка                     | сержант           | 26.06.1945                                                |                                            |